# 诗里纳卡林大坝国家公园
诗里纳卡林大坝国家公园是泰国北碧府的一个国家公园。该公园以斯利那加林水库为中心，是西部森林综合保护区的一部分。

## 地理
诗里纳卡林大坝国家公园位于Kanchanaburi镇西北105公里（65英里）的Sai Yok District、Si Sawat District和Thong Pha Phum District。该公园的面积为1,532平方公里（592平方英里）。

## 历史
公园中的洞穴在18世纪泰缅战争期间被泰国士兵用作藏身之处。
斯利那加林德水库是在1980年诗里纳卡林大坝竣工后形成。 1981年12月23日，诗里纳卡林大坝国家公园被指定为国家公园。